# Caroten
Carotenii (din latină carota) alcătuiesc o clasă de coloranți naturali din grupa terpenelor, care se găsesc în părțile unor plante ca fructul, rădăcina sau frunza. Carotinele sunt din punct de vedere structural unipolare. Ele sunt liposolubile (se dizolvă în grăsimi, sunt insolubile în apă și solvenți polari). În organismul uman carotenul se găsește în cantități mici, el fiind dizolvat în lipide. Cel mai cunoscut este β-carotenul sau pro-vitamina A, iar vitamina A mai poate fi obținută de organism și din α-caroten și γ-caroten. Organismul animal nu poate sintetiza aceste provitamine, el fiind preluate din regnul vegetal. Carotenul, conform noilor studii, ar avea un efect anticancerigen și antioxidant.
| Fomule structurale a carotenelor |
| -------------------------------- |
| α-caroten (CAS 7488-99-5)        |
| β-caroten (CAS 7235-40-7)        |
| γ-caroten (CAS 472-93-5)         |
| δ-caroten (CAS 472-92-4)         |
| Licopen (CAS 502-65-8)           |

## Răspândire
α-carotenul, împreună cu β-carotenul, se află în morcov și roșie. Mai poate fi găsit în portocale, spanac, salată, fasole, ardei și broccoli. El ca provitamina A este o sursă importantă a organismului în sinteza retinolului.